# Гидроскелет

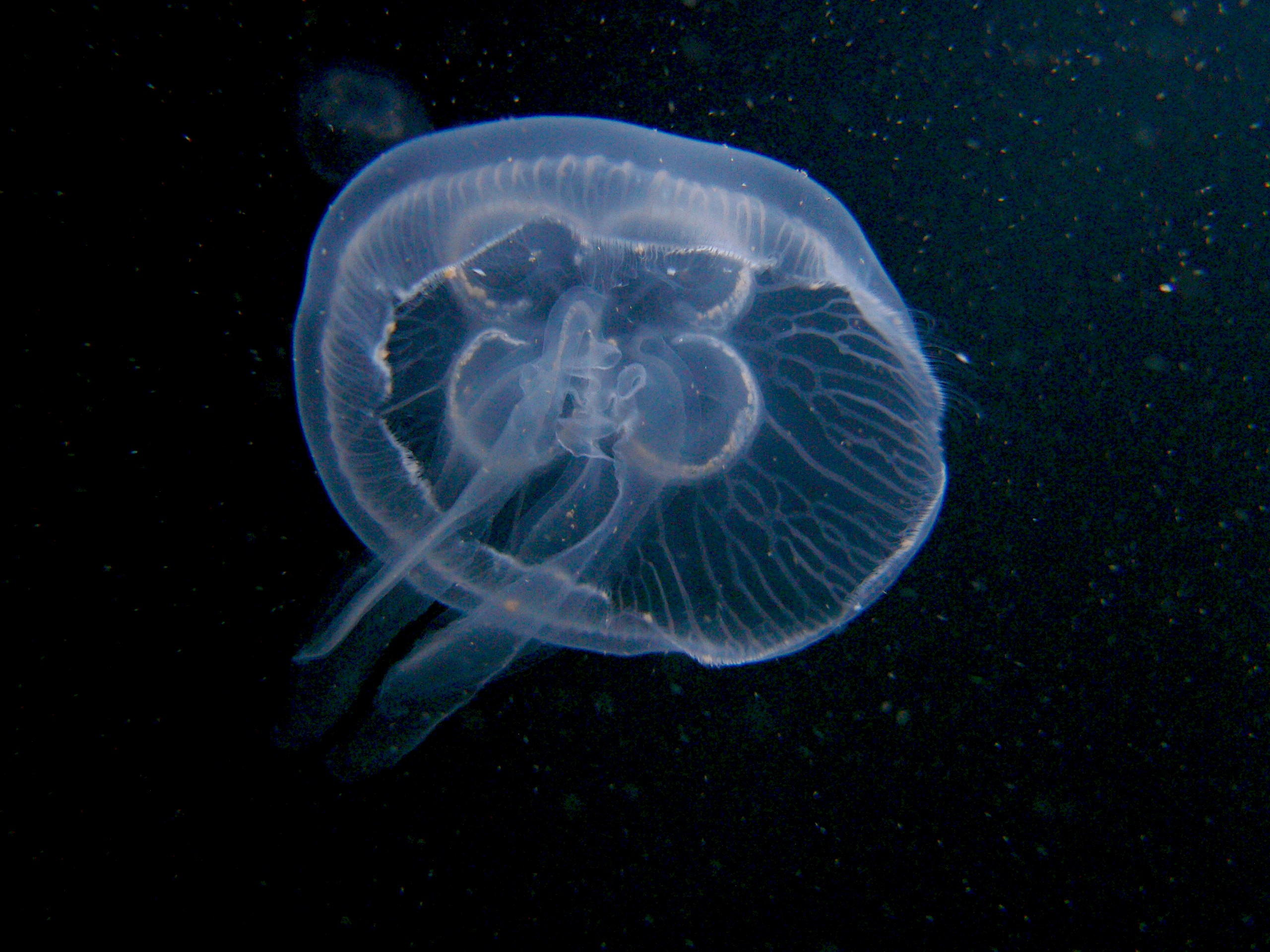
Медуза Aurelia aurita

Гидростатический скелет (или гидроскелет) — система поддержания формы тела (иногда также и движения) некоторых животных, основанная на сжатии полостной жидкости путём сокращения мышечных волокон.
Наличие гидроскелета характерно для мягкотелых животных (червей, актиний, медуз).

## Принцип действия
У мягкотелых имеется полостная жидкость, заключенная внутри мышечных стенок тела. Эта жидкость оказывает давление на мышцы, а те в свою очередь способны сокращаться, преодолевая это давление. Мышцы не прикреплены к каким-либо структурам, и поэтому при сокращении они тянут лишь друг друга. Животное сохраняет определенные размеры и форму тела благодаря давлению полостной жидкости, с одной стороны, и сокращающихся мышц - с другой. 
Обычно мышечные волокна образуют два слоя - продольную и кольцевую мускулатуру. Движение происходит благодаря тому, что эти слои работают как антагонисты. У несегментированных животных (таких, как нематоды) давление на жидкость при сокращении мышц передается во все части тела. У сегментированных животных (таких, как Lumbricus terrestris - обыкновенный дождевой червь) этот эффект локализован, и лишь определенные сегменты приводятся в движение или изменяют форму.